# Municipio de Red Oak (condado de Montgomery)
El municipio de Red Oak (en inglés: Red Oak Township) es un municipio ubicado en el condado de Montgomery en el estado estadounidense de Iowa. En el año 2010 tenía una población de 6124 habitantes y una densidad poblacional de 67,29 personas por km².

## Geografía
El municipio de Red Oak se encuentra ubicado en las coordenadas 41°1′42″N 95°12′33″O / 41.02833, -95.20917. Según la Oficina del Censo de los Estados Unidos, el municipio tiene una superficie total de 91.01 km², de la cual 90,25 km² corresponden a tierra firme y (0,85 %) 0,77 km² es agua.

## Demografía
Según el censo de 2010, había 6124 personas residiendo en el municipio de Red Oak. La densidad de población era de 67,29 hab./km². De los 6124 habitantes, el municipio de Red Oak estaba compuesto por el 96,51 % blancos, el 0,31 % eran afroamericanos, el 0,36 % eran amerindios, el 0,24 % eran asiáticos, el 1,29 % eran de otras razas y el 1,29 % eran de una mezcla de razas. Del total de la población el 4,05 % eran hispanos o latinos de cualquier raza.